# Glasgravyr

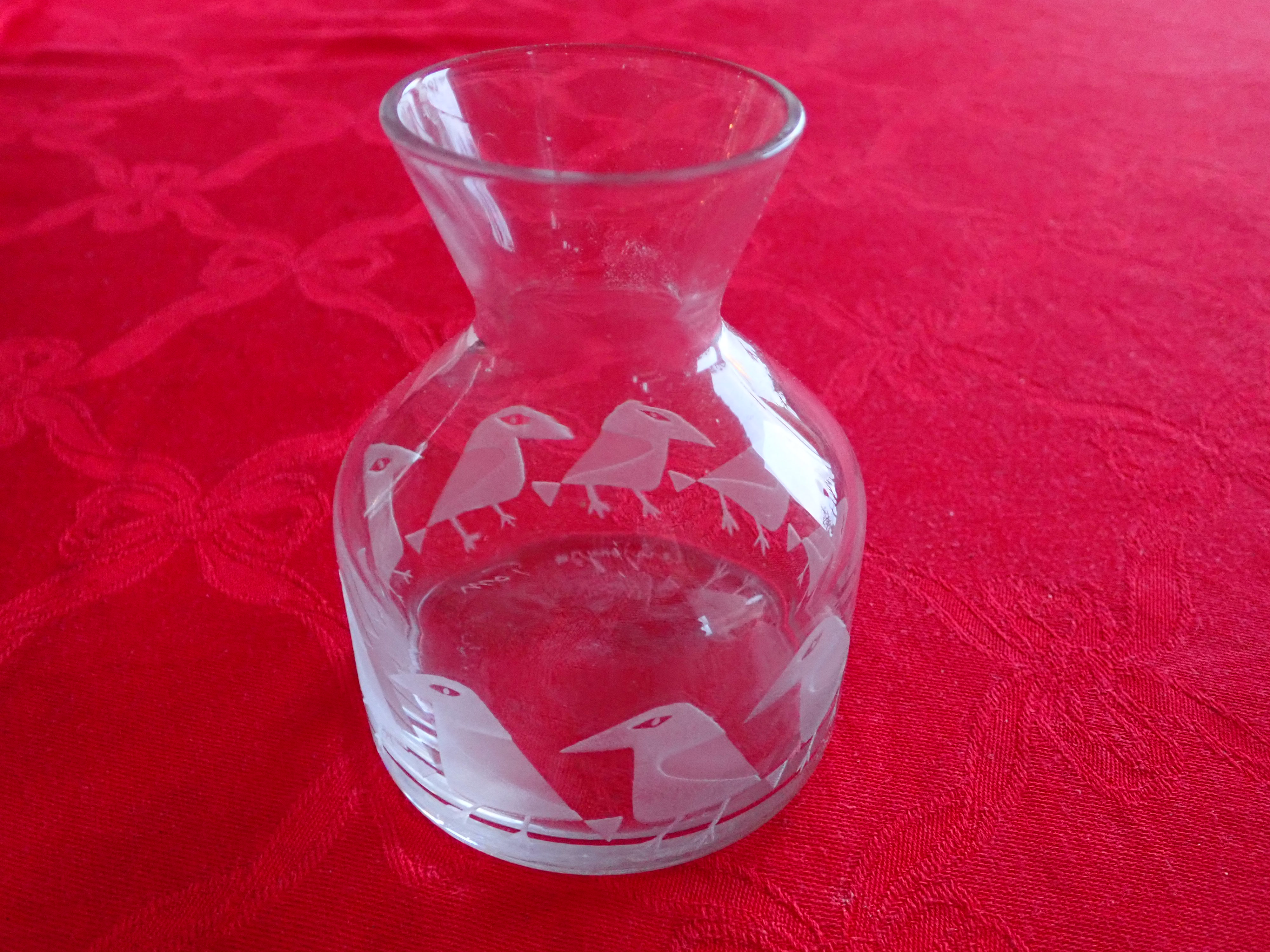
Gravyr av Ingmar Lindberg på karaff från Reijmyre glasbruk, formgiven av Tom Möller

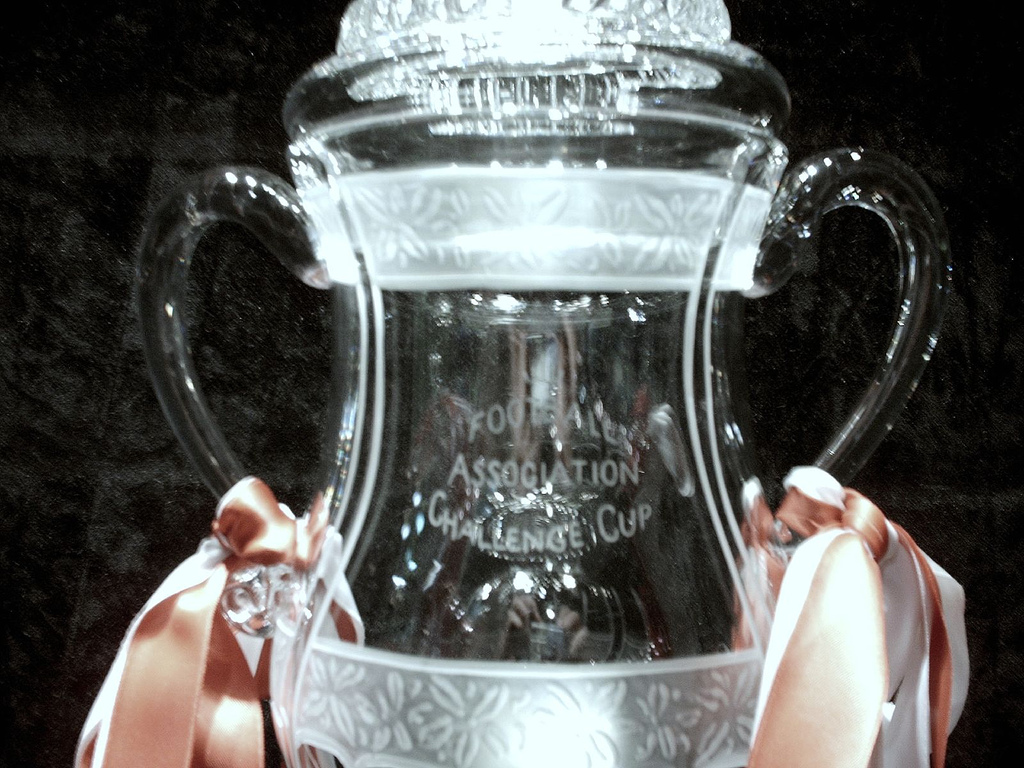
Graverad pokal i kristallglas

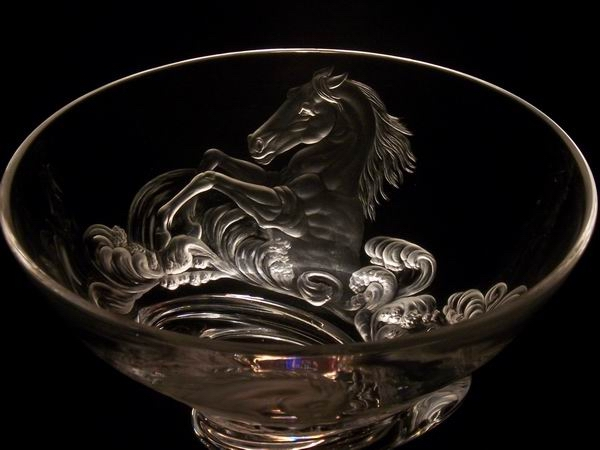
Graverad glasskål

Glasgravyr är en form av dekorativt glasarbete som inbegriper gravering av ett föremål av glas.

## Tekniker

### Ytgravering (kasning, linjegravyr)
Nutidens gravyrapparat är som en penna med roterande stift av olika slag. Det finns bland annat diamant- och karborundumstift i olika former, dimensioner och grovlekar, samt gummitrissor och koner till polering. Man ritsar på glasets yta, likt att teckna med en vit penna på svart papper.

### Djupgravering
Djupgravering utförs med en maskin som har hastighet upp till 25 000 varv per minut. Man varierar hastigheten mellan 5 000 och 20 000 varv per minut för att uppnå olika grova ytor, och härmed skiftningar i nyanserna. Den graverade ytan är som ett avtryck i våt sand. Eftersom de roterande stiften avverkar glasets blanka yta och gröper ur motivet millimeter efter millimeter, så är detta ett tidskrävande och mödosamt arbete som kräver stor noggrannhet och tålamod. Samtidigt får man skydda sig mot både glasdamm och oljud.

### Koppargravyr
Äldre glas var graverade med så kallad koppargravyr med smärgel, det vill säga en slipmaskin med små roterande koppartrissor och slipmedel på den fria axeln. Man använde slipmedel blandat med vatten och det resulterade blankare ytor än gravyrer utförda med gravyrpenna. Än idag tillverkas några få sådana vaser i Orrefors glasbruk. De flesta gravörer förr var män, eftersom det många gånger var tunga pjäser man fick lyfta och hålla mot den roterande skivan.

### Dekorslipning eller blomslipning
Slipning ger liknande påverkan på glasets yta som gravering, men det görs med en större maskin som har större roterande skivor på en fri axel. Dessa skivor kan vara av olika stenar (till exempel karborundum eller korund) eller belagda med industridiamant. Vid slipning lyfter man glaset mot den roterande skivan. Man använder olika hastighet och vatten behövs för avkylning. Även om skivan sitter på en fri axel, har man begränsningar att komma åt vinklar på glaset. Därför bör man planera motivet noga med hänsyn till glasets storlek och form. Olika slipskivor med olika material, vinklar och radier åstadkommer olika avtryck på glasets yta och gör att man kan göra avancerade mönster. Ju större skivor, desto rakare linjer man åstadkommer. I tjockt glas kan man slipa djupa mönster, på tunna glas blir linjerna tunnare och där väljer man skivor med planare profil för att få större avtryck.

### Djupslipning
Som det framkommer av namnet, slipar man djupa skåror i glas. Därför använder man först stora grovkorniga slipskivor, sedan slipar man efter med en finare skiva i samma spår. Motiven blir djupa, oftast raka linjer. Den metoden kan man bara göra på tjockväggiga glas, och helst kristallglas, i och med att blyet i helkristallen gör glaset mjukt, det sliter mindre i verktyg och efter poleringen får glaset en vacker lyster.